# مونجر
مونجر رمزها «MG» (بالإنجليزية: Munger)‏ ، هو تقسيم إداري لدولة الهند تتبع ولاية بيهار (بالإنجليزية: Bihar)‏ ، مركزها هو مدينة مونجر (بالإنجليزية: Munger)‏ عدد سكانها حسب تعداد سنة 2001 هو 1,359,054 ، مساحتها 1,419 كم² وكثافة السكان 958 لكل كم² .

## المناخ
يظهر الجدول التالي التغييرات المناخية على مدار السنة لمونجر:
| البيانات المناخية لـمونجر         | البيانات المناخية لـمونجر | البيانات المناخية لـمونجر | البيانات المناخية لـمونجر | البيانات المناخية لـمونجر | البيانات المناخية لـمونجر | البيانات المناخية لـمونجر | البيانات المناخية لـمونجر | البيانات المناخية لـمونجر | البيانات المناخية لـمونجر | البيانات المناخية لـمونجر | البيانات المناخية لـمونجر | البيانات المناخية لـمونجر | البيانات المناخية لـمونجر |
| الشهر                             | يناير                     | فبراير                    | مارس                      | أبريل                     | مايو                      | يونيو                     | يوليو                     | أغسطس                     | سبتمبر                    | أكتوبر                    | نوفمبر                    | ديسمبر                    | المعدل السنوي             |
| --------------------------------- | ------------------------- | ------------------------- | ------------------------- | ------------------------- | ------------------------- | ------------------------- | ------------------------- | ------------------------- | ------------------------- | ------------------------- | ------------------------- | ------------------------- | ------------------------- |
| متوسط درجة الحرارة الكبرى °م (°ف) | 23.5 (74.3)               | 26.4 (79.6)               | 32.5 (90.5)               | 37.0 (98.6)               | 37.9 (100.3)              | 35.5 (95.9)               | 31.9 (89.4)               | 31.2 (88.1)               | 31.5 (88.7)               | 30.8 (87.5)               | 27.7 (81.9)               | 24.2 (75.6)               | 30.8 (87.5)               |
| متوسط درجة الحرارة الصغرى °م (°ف) | 9.4 (48.9)                | 11.9 (53.4)               | 16.9 (62.4)               | 21.8 (71.3)               | 24.6 (76.3)               | 25.4 (77.7)               | 24.9 (76.8)               | 24.8 (76.6)               | 24.2 (75.5)               | 20.9 (69.7)               | 14.4 (57.9)               | 10 (50)                   | 19.1 (66.4)               |
| الهطول مم (إنش)                   | 15 (0.6)                  | 18 (0.7)                  | 13 (0.5)                  | 13 (0.5)                  | 41 (1.6)                  | 170 (6.8)                 | 300 (11.7)                | 280 (11)                  | 230 (8.9)                 | 81 (3.2)                  | 5.1 (0.2)                 | 2.5 (0.1)                 | 1٬160 (45.7)              |
| المصدر: weatherbase               |                           |                           |                           |                           |                           |                           |                           |                           |                           |                           |                           |                           |                           |